# Суисс Коттедж (станция метро)
Суисс-Ко́ттедж (англ. Swiss Cottage) — станция глубокого заложения лондонского метро, расположенная на севере Лондона на пересечении улиц Финчли-роуд, Авеню-роуд и колледжа Кресент, между станциями «Финчли-роуд» и «Сент-Джонс-Вуд». В настоящее время на станции останавливаются поезда Юбилейной линии. Находится во второй тарифной зоне.
Станция названа в честь расположенного поблизости паба, построенного в 1803—1804 годах, первоначально называвшегося «Швейцарская таверна», а затем переименованного в «Швейцарский коттедж».

## История
Станция открыта 20 ноября 1939 года на новом участке глубокого заложения, между станциями «Бейкер-стрит» и «Финчли-роуд» линии «Бейкерлоо» с переходом на одноимённую станцию линии «Метрополитен» (1968—1940). Таким образом, на станции было две платформы: на первом и втором пути останавливались поезда линии «Метрополитен», а на третьем и четвёртом — поезда линии «Бейкерлоо». 17 августа 1940 года станция линии «Метрополитен» была закрыта и движение поездов по ней прекратилось.
1 мая 1979 года станция линии «Бейкерлоо» была передана в составе ответвления на Стэнмор вновь созданной Юбилейной линии.

## Иллюстрации

Станция «Суисс-Коттедж»
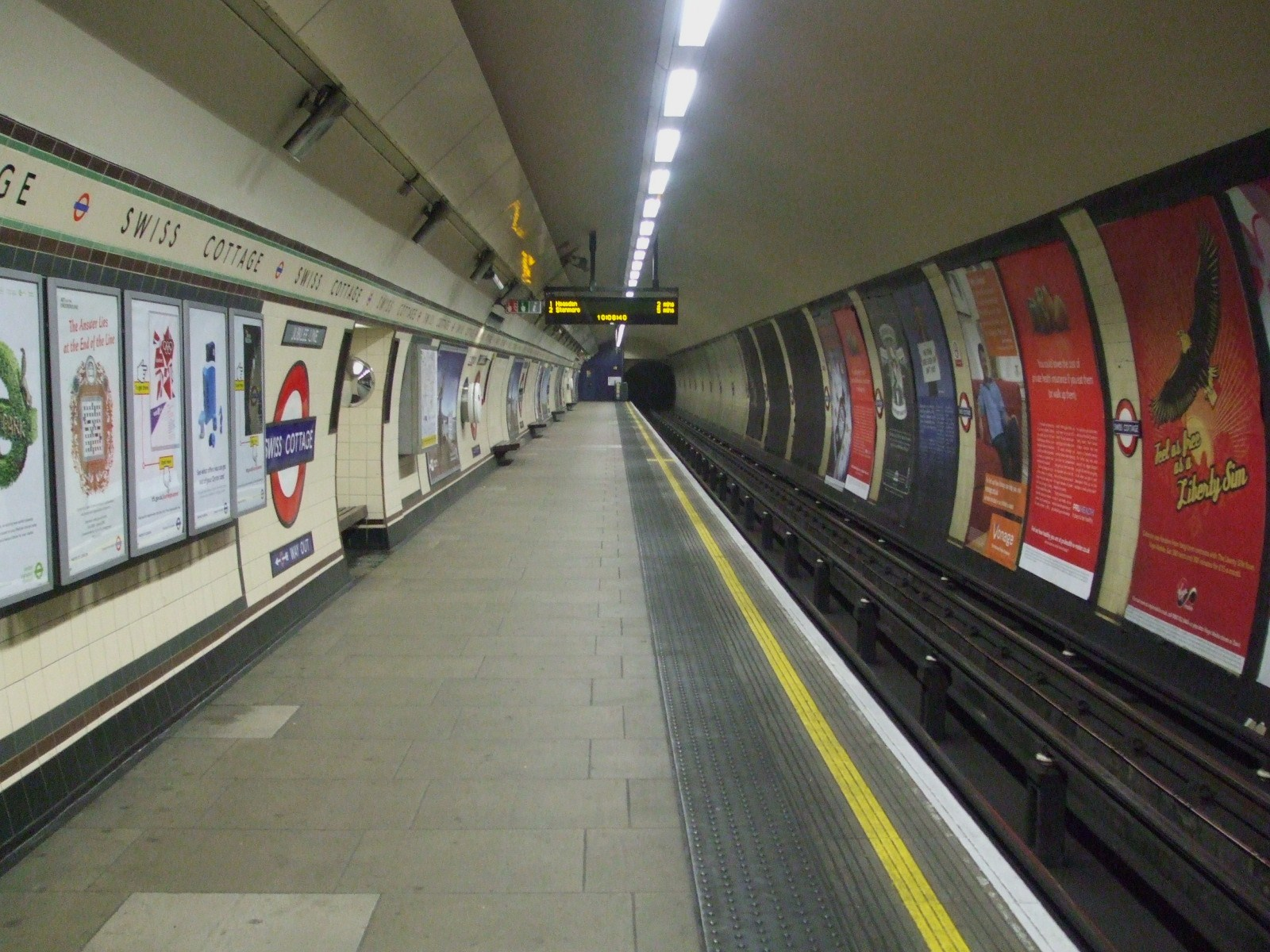
Платформа северного направления, вид на юг
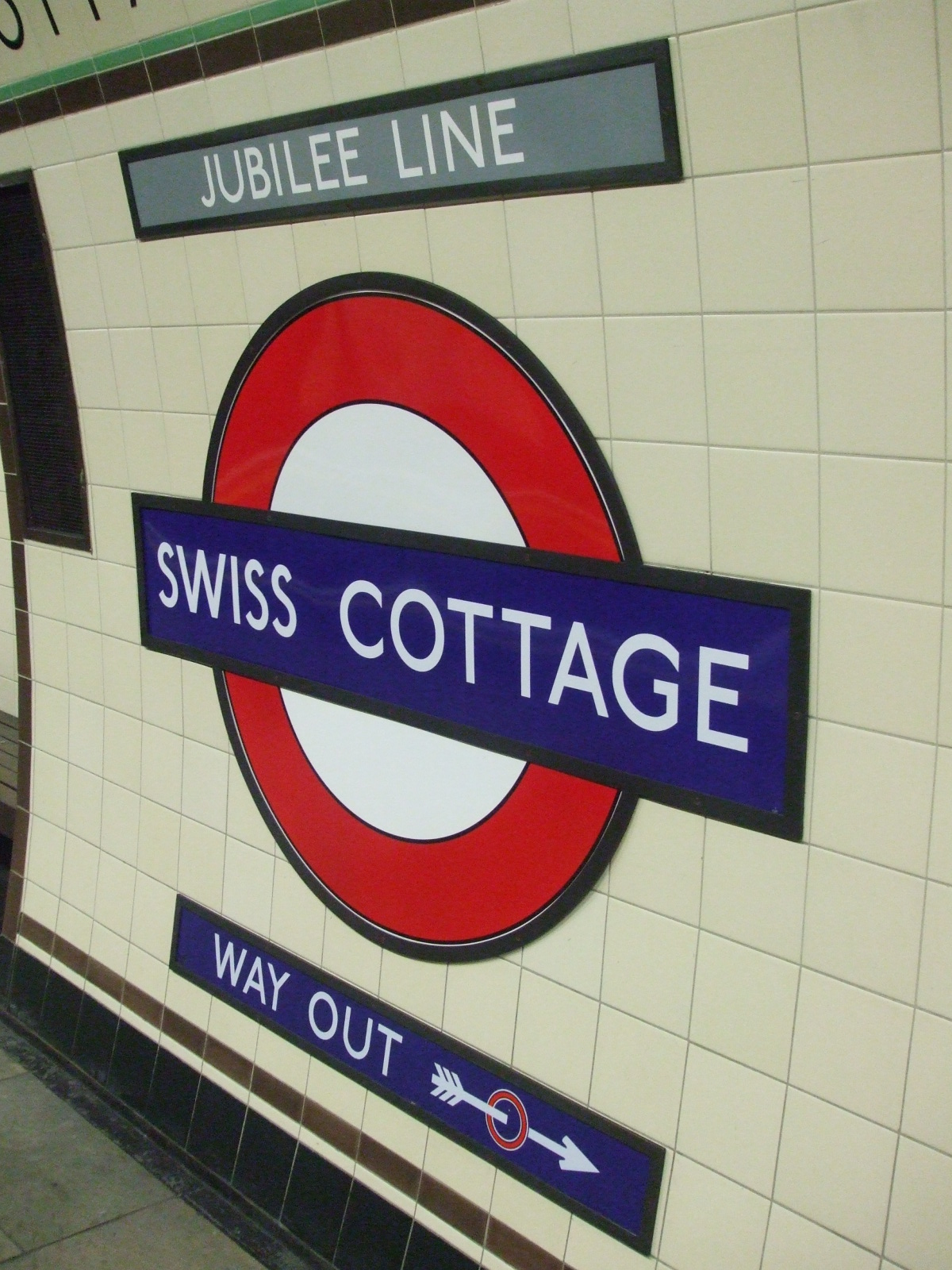
Рондель на путевой стене
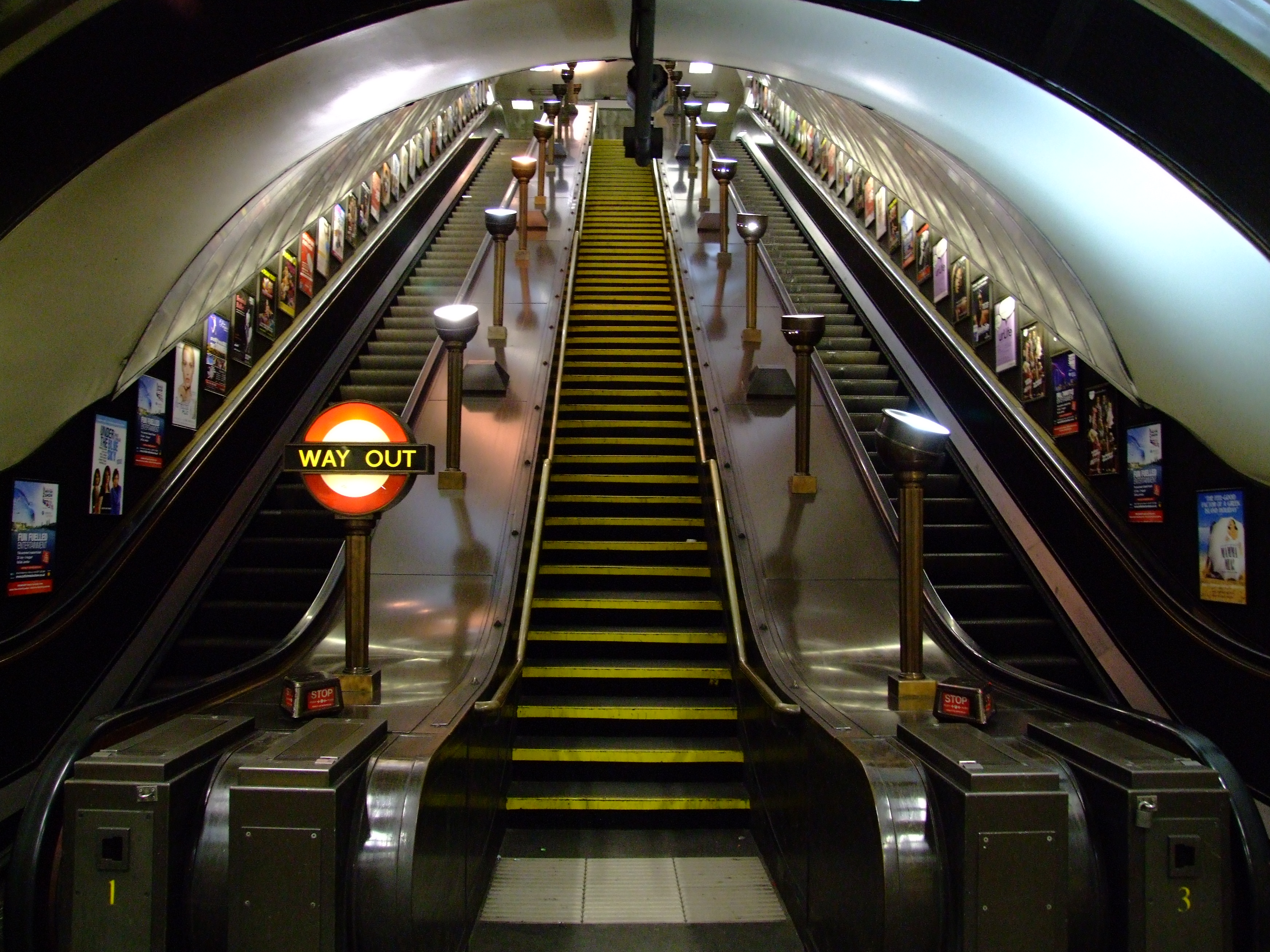
Эскалаторы
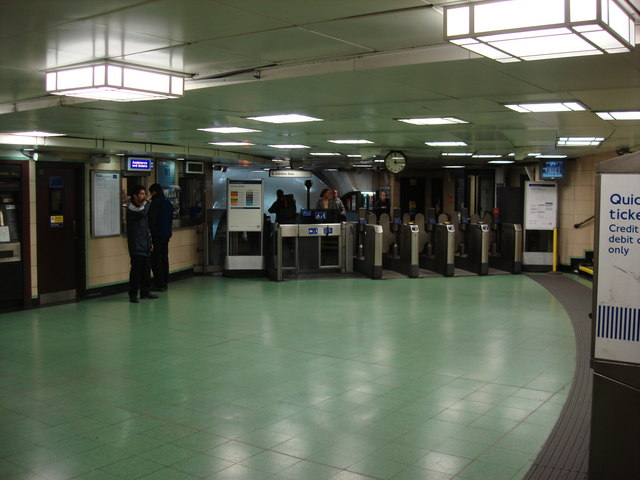
Кассовый зал
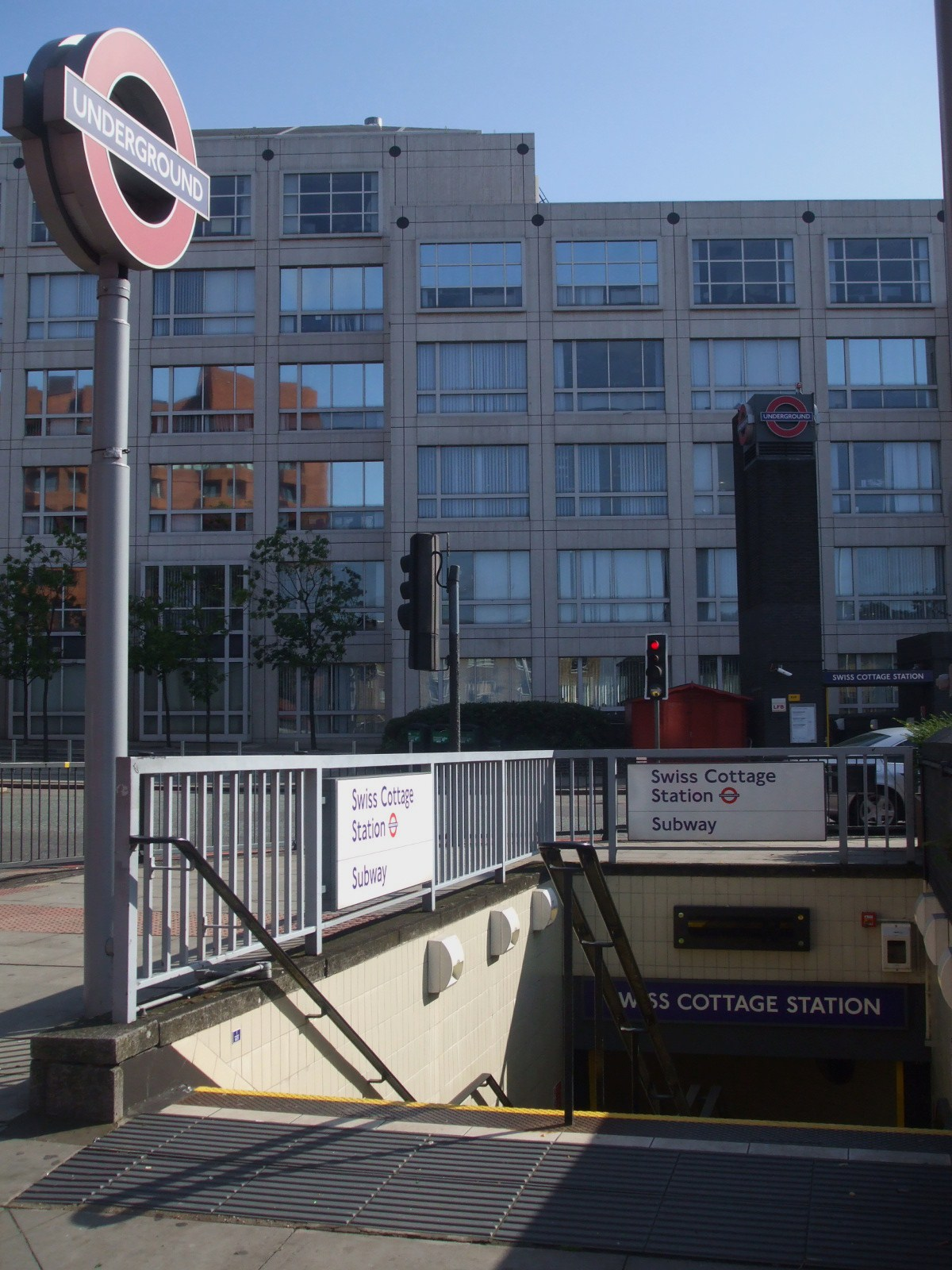
Вход с Авеню-роад